# Tornóc
Tornóc vagy Vágtarnóc (szlovákul Trnovec nad Váhom) község Szlovákiában, a Nyitrai kerületben, a Vágsellyei járásban.

## Fekvése
A mátyusföldi község a Kisalföldön, Vágsellyével átellenben, a Vág bal partján fekszik.

## Élővilága

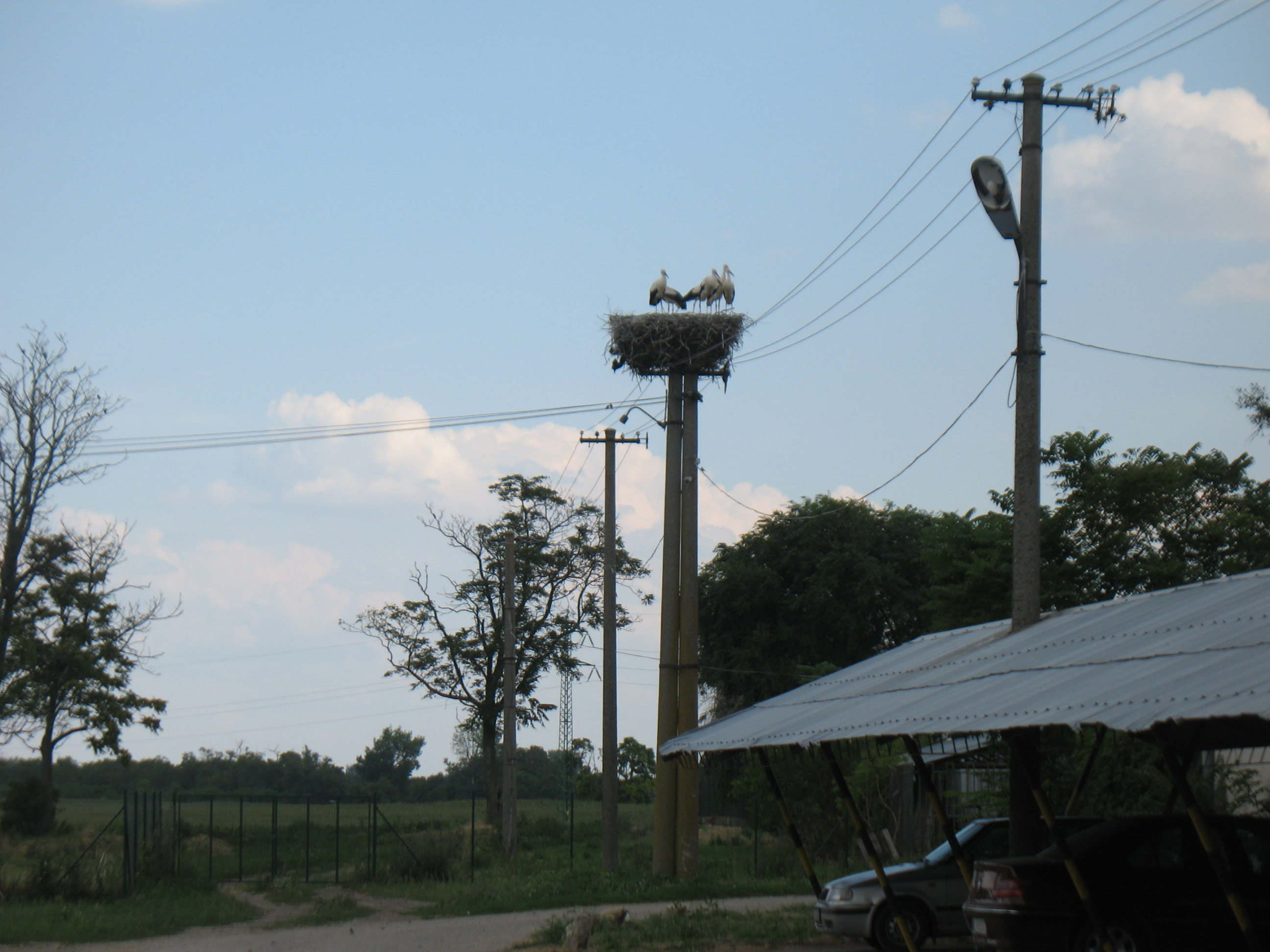
2014
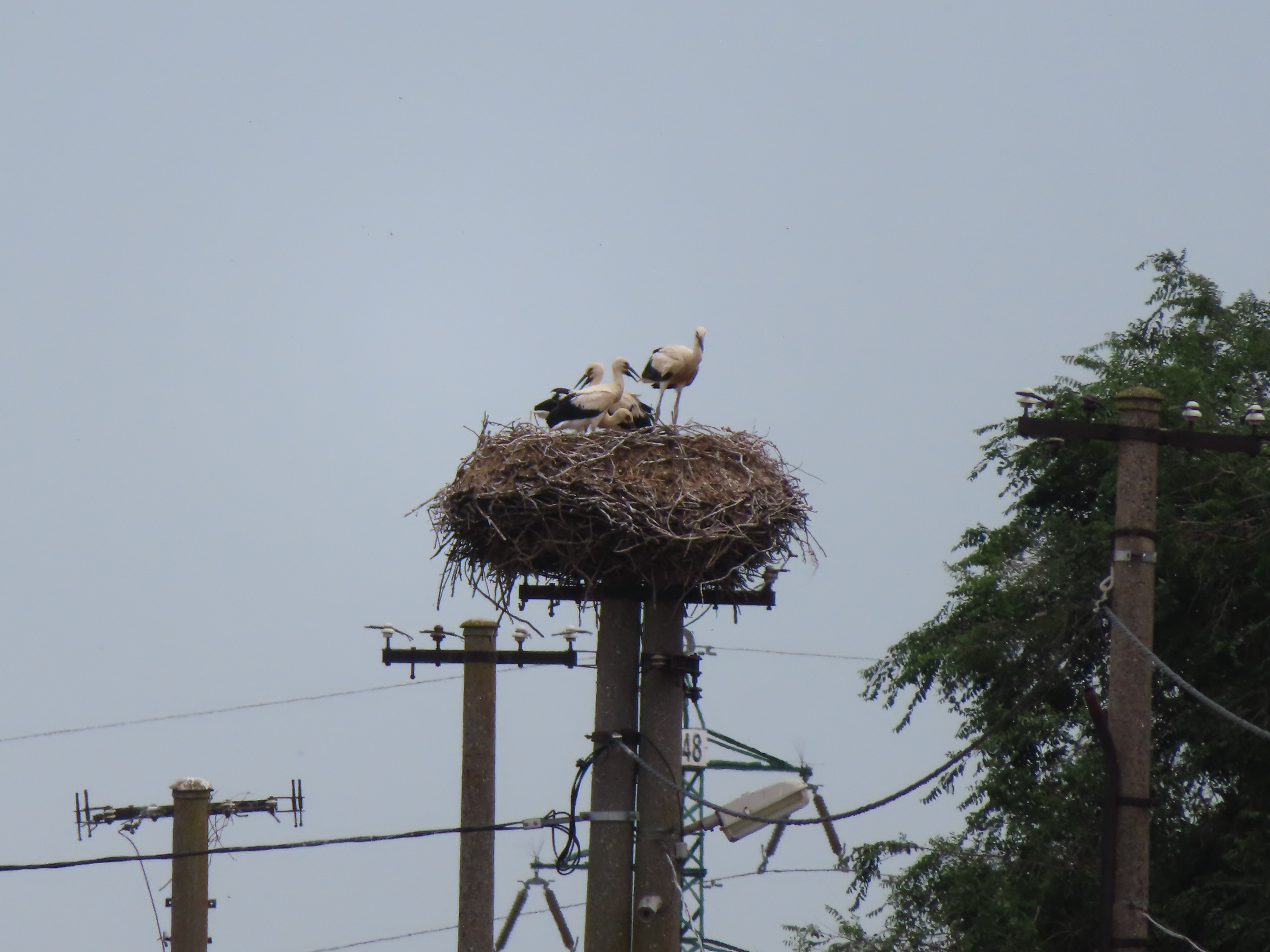
2022
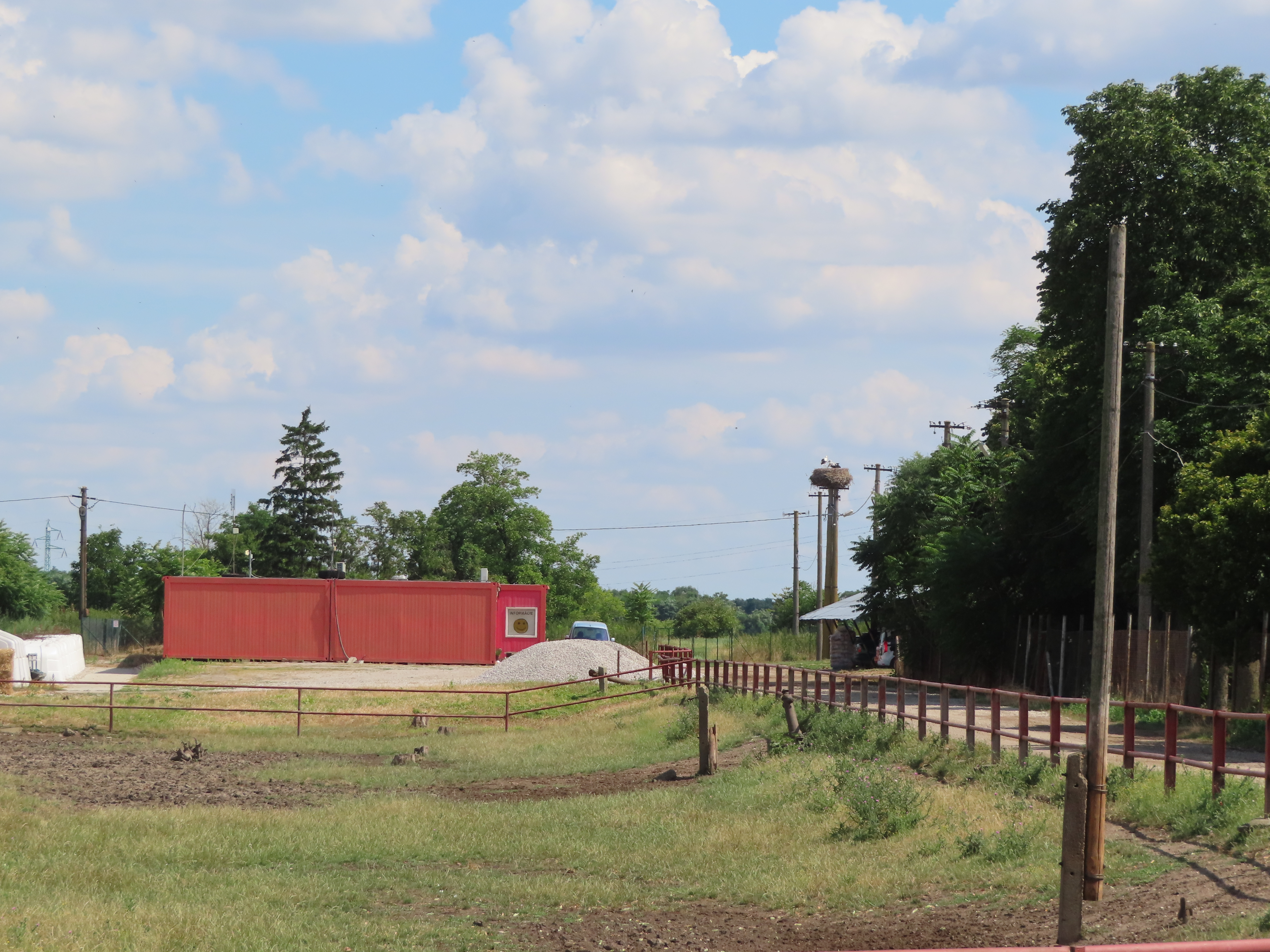
2023
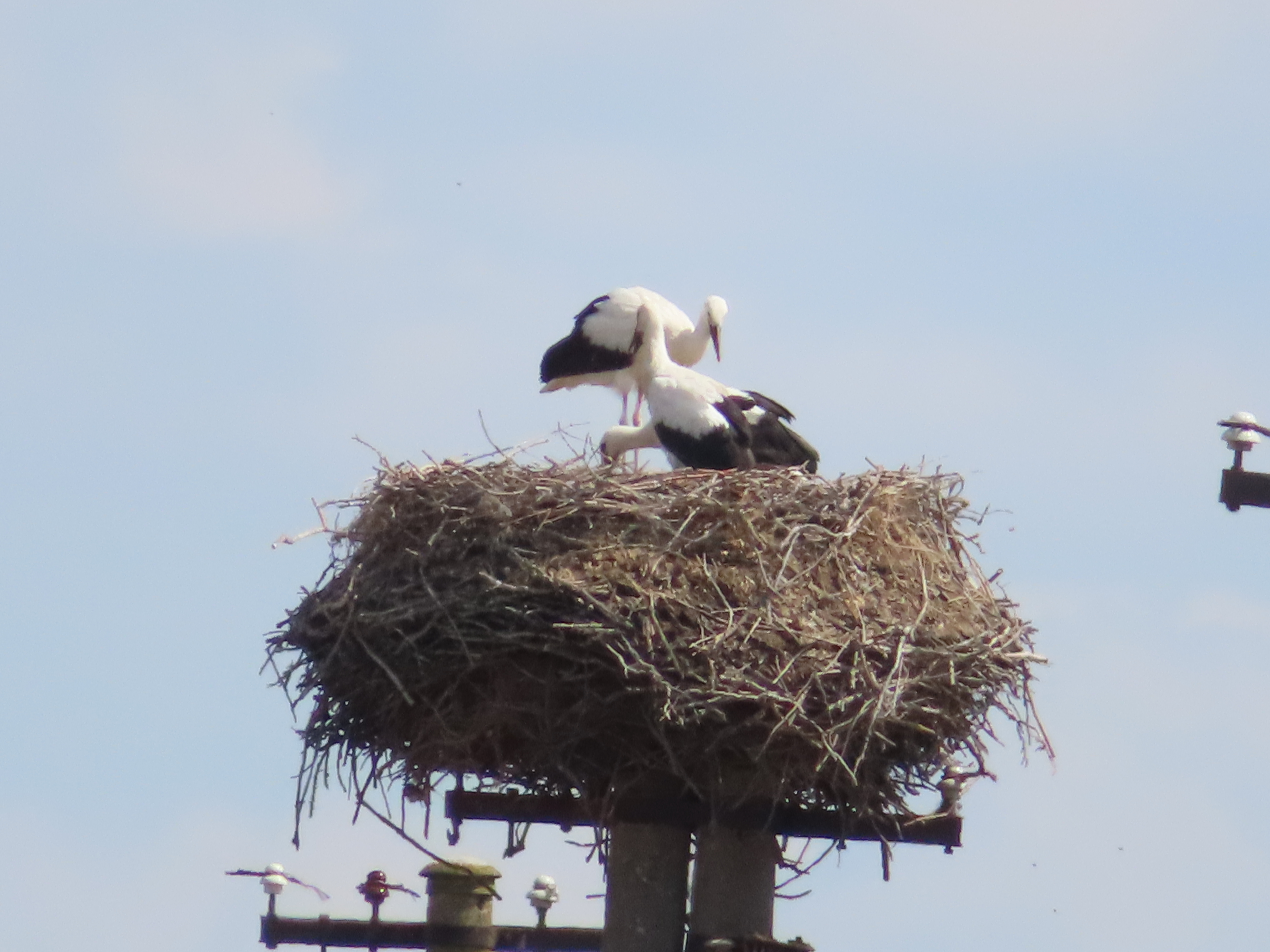

Tornócon hosszú ideje nem fészkelnek gólyák és a fészek is megsemmisült. Csupán Felsőjattó részen, a JRD-ben költenek.

## Története
A régészeti leletek tanúsága szerint területén már a korai bronzkorban éltek emberek. 1875-ben a nyitrai kultúra három csontvázas sírját tárták fel határában az i. e. 1800 és 1500 közötti időből. A Felsőjattó melletti Remízka dűlőben az i. e. 700–450 közötti időszakból származó hallstatt kori település hamvasztásos sírjai kerültek elő. A Vág bal parti teraszán, 1942-ben a Tornóc és Tardoskedd közötti út építésekor ókori kelta temetőre találtak, s 1951 és 1954 között 40 gazdag mellékletekkel ellátott kelta sírt tártak fel. A falu szélén 7-8. századi település objektumát bolygatták meg, amelyből néhány cseréptöredéket dokumentálhattak. A felsőjattói majortól délkeletre a 9. századtól a 11. századig használt temetőt tártak fel.
A települést 1113-ban a zobori apátság oklevelében "Durmuz" néven királyi halászok és favágók településeként említik először. Neve török eredetű lehet (török: turmuz = dinnye). 1211-ben "Turmoc", 1249-ben "Turnuch", 1267-ben "Turmoch", 1307-ben "Tarnulch" alakban említik a korabeli források. A 16. században a Csúzy, Szentpéteri és Paxy, a 17–19. században az Apponyi és Hunyadi családok birtoka. 1533-ban a török feldúlta, 1559-ben palánkvárát is lerombolta. Plébániáját 1701-ben alapították. A falu régi temploma a településen kívül állt, helyette 1725-ben építettek a faluban új, barokk római katolikus templomot. 1705. január 25-én Bercsényi Miklós kuruc főgenerális serege táborozott a falu mellett. 1715-ben malma és 10 háztartása, 1720-ban 20 háztartása volt. 1787-ben 125 házában 908 lakos élt. 1828-ban 177 háza és 1236 lakosa volt.
1860-ban Csergeő Flóris plébános közbenjárásával a Magyar Tudományos Akadémia székházára itt is gyűjtöttek. Határában a 19. század második felében 15 vízimalom működött. A Zay család faüzemében épületfát és félkész termékeket állítottak elő a zayugróci uradalom számára.
Vályi András szerint: "TORNÓCZ. Magyar falu Nyitra Várm. földes Urai B. Hunyady, és több Uraságok, lakosai többfélék, fekszik Selyéhez 1/2 mértföldnyire; határja ollyan, mint Szelőczéé, pusztája is van."
Fényes Elek szerint "Tornocz, magyar falu, Nyitra vmegyében, Séllyéhez 3/4 órányira a Vágh bal partján: 1103 kath., 5 ref., 55 zsidó lak., kath. paroch. templommal, synagógával. Határa róna s boron kivül mindennel bővelkedik. Nézésre méltó itt a gr. Hunyadynak nemesitett birkacsapatja. F. u. gr. Hunyady. Ut. p. Érsekujvár."
Nyitra vármegye monográfiája szerint "Tornócz, nagy magyar község a Vág balpartján, 2297 lakossal, kik közül 1996 magyar, 250 tót; vallásra nézve általában r. katholikus. Posta-, táviró- és vasúti állomása van. Kath. temploma a XVII. század elején épült és fallal van körülvéve. Kegyura gróf Hunyady Imre. Itt van a vágbalparti vágszabályozási és ármentesítő társulat székhelye. A XII. századból származó feljegyzések szerint e községnek akkoriban „Durmus” volt a neve. A XIII. század vége felé, a mikor a falu a királyi halászok birtoka volt, már az akkori írásmód szerint „Turnoch”-nak irták."
A trianoni békeszerződésig Nyitra vármegye Vágsellyei járásához tartozott. 1938 őszén Kassán, Ungváron és Tornócon antifasiszta tüntetés zajlott, melyben kiálltak Csehszlovákia mellett. 1938 és 1945 között újra Magyarország része.
Ma a községhez tartozik Felsőjattó, melyet 1245-ben említenek a Hont-Pázmány nemzetség birtokaként. 1642 és 1945 között az Eszterházy család birtoka, a 19. század végén részben a Foudl-Springer családé volt. A 19. század első felében csatolták Tornóchoz.

## Népessége
| Év:            | 1994. | 2004.   | 2014.   | 2024.   |
| -------------- | ----- | ------- | ------- | ------- |
| Emberek száma: | 2466  | 2603    | 2688    | 2757    |
| Eltérés:       |       | +5,55 % | +3,26 % | +2,56 % |

| Év:            | 2023. | 2024.   |
| -------------- | ----- | ------- |
| Emberek száma: | 2775  | 2757    |
| Eltérés:       |       | -0,64 % |

1880-ban 2136 lakosából 1727 magyar és 271 szlovák anyanyelvű volt.
1890-ben 2297 lakosából 1996 magyar és 250 szlovák anyanyelvű volt.
1900-ban 2484 lakosából 2099 magyar és 370 szlovák anyanyelvű volt.
1910-ben 2458 lakosából 2236 magyar és 199 szlovák anyanyelvű volt.
1921-ben 2850 lakosából 1830 magyar és 960 csehszlovák volt.
1930-ban 3220 lakosából 1317 magyar és 1795 csehszlovák volt.
1941-ben 2854 lakosából 2037 magyar és 795 szlovák volt.
1991-ben 2453 lakosából 756 magyar és 1657 szlovák volt.
2001-ben 2541 lakosából 1900 szlovák és 607 magyar volt.
2011-ben 2652 lakosából 2018 szlovák, 469 magyar, 16 cseh, 11 cigány, 2-2 orosz és egyéb és 134 ismeretlen nemzetiségű volt..
2021-ben 2784 lakosából 334 (+38) magyar, 2106 (+54) szlovák, 4 (+6) cigány, (+4) ruszin, 26 (+4) egyéb és 314 ismeretlen nemzetiségű volt.

## Nevezetességei
- Urunk Színeváltozása tiszteletére szentelt római katolikus temploma 1725-ben, gróf Hunyadi István adományából épült barokk-klasszicista stílusban. 1933-ban megújították.
- Református temploma a türelmi rendelet után 1786-ban épült, tornyát 1819-ben építették hozzá.
- Barokk-klasszicista haranglába a 18. század második felében épült.
- Felsőjattó Szent László király tiszteletére szentelt római katolikus temploma a 19. században épült klasszicista stílusban.
- A felsőjattói kastély a 17. században épült reneszánsz stílusban, a 19. században átépítették.

## Neves személyek
- Itt született 1867. december 26-án Vörösváry Ernő tábori főesperes.
- Itt született 1885-ben Szentgyörgyi Gusztáv (Fanderlik) gyógypedagógus.
- Itt született 1902-ben Andrisz Rezső római katolikus esperes.
- Itt született 1939. december 26-án JUDr. Eduard Kukan politikus, Szlovákia egykori külügyminisztere.
- Itt született 1943. július 17-én Peter Andruška szlovák író, költő.
- A településen lakott tornóczi Szalay Gábor (1742-1826),[12] királyi testőr jelölt, feleségével, Riskovics Erzsébettel (1760-1808),[13] aki Riskovics József (1736-1795) pesti sebészorvos húga volt.
- Itt hunyt el 1892-ben Ostyk Narbutt Ferenc 1863. évi lengyel szabadsághős, osztrák-magyar államvasúti főmérnök.[14]
- Itt hunyt el 2017-ben František Gaulieder szlovák politikus.

## Galéria
- Szent Flórián szobor 1924-ből
- Szent Tekla
- Víztorony

## Külső hivatkozások
- Hivatalos oldal
- E-obce.sk Archiválva 2008. szeptember 20-i dátummal a Wayback Machine-ben
- Községinfó
- Tornóc Szlovákia térképén
- A plébánia honlapja Archiválva 2009. január 22-i dátummal a Wayback Machine-ben